# Милош Повић
Милош Повић (умро после 1372.) је био српски челник и краткотрајни владар Звечана.

## Биографија
У дубровачким документима Милош Повић се најчешће помиње као челник цара Уроша или царице Јелене. Милош Повић забележен је у "Краљевству Словена" хроничара Мавра Орбина. Орбин нам оставља податке о бици на Косову која је вођена 1369. године између Вукашина Мрњавчевића са једне и Лазара Хребељановића, Николе Алтомановића и цара Уроша Немањића са друге стране. Вукашин је однео победу у бици. Лазар се повукао са бојног поља. Војска Николе Алтомановића уништена је у сукобу, а за самог Алтомановића се једно време веровало да је мртав. Пасивност Николе Алтомановића након Косовске битке искористили су кнез Лазар и Милош Повић. Лазар је заузео Рудник, а Милош Повић Звечан. Челника је, међутим, заробио Степош Степановић, човек жупана Николе. За 782 дуката и 15 грша Милош се августа 1372. године ослободио заробљеништва. Из дубровачке општине је затражио депозит. Био је заточен у Ободу у Конавлима. Општина је предају депозита поверила Влахоти Водопићу који је у наоружаној барци допловио до обале у близини Обода. Тамо је Степош, уз присуство сведока Латина и Срба, примио новац. 
Браћа Милоша Повића највероватније су били Радослав Торник, кефалија Серске области у доба владавине царице Јелене и Ђурађ Повић, логотет цара Душана. 